# Hans-Josef Roth
Hans-Josef Roth (* 24. Juni 1934 in Gebhardshain/Westerwald; † 27. Mai 2006 in Viersen-Dülken) war ein deutscher Organist, Chorleiter und Kirchenmusikdirektor in Aachen.

## Leben und Wirken
Der Sohn aus einer Organistenfamilie studierte Kirchenmusik an der Katholischen Hochschule für Kirchenmusik St. Gregorius in Aachen. Anschließend begann er ab 1954 seine kirchenmusikalische Laufbahn als Organist und Chorleiter an St. Cornelius in Dülken, der größten Pfarrei des Bistums Aachen. In diesem Zeitraum gründete Roth dort den Niederrheinischen Kammerchor Viersen-Dülken, der bis in die heutige Zeit bei Chorwettbewerben aufgetreten ist. Darüber hinaus nahm Roth Gastengagements unter anderem beim Kölner Männer-Gesang-Verein wahr.
Im Jahr 1974 folgte Roth einem Ruf an seine ehemalige Ausbildungsstätte in Aachen, wo man ihn als Dozenten für Chorleitung, Gregorianik und Orgelspiel einstellte. Er gründete als Ergänzung zu seinen geplanten und durchgeführten Aufführungen noch den Kammerchor St. Gregoriushaus, mit dem er unter anderem auch mehrere Konzertreisen durchführte. 1986 berief ihn das Bistum Aachen als Nachfolger von Rudolf Pohl zum Domkapellmeister am Aachener Dom. Hier war er, neben seinen regelmäßigen Einsätzen mit dem Aachener Domchor bei liturgischen Anlässen, maßgeblich an der Gründung und Durchführung der öffentlichen und regelmäßigen Konzertreihe Abendmusik im Hohen Dom beteiligt. Ein Jahr später führte er für die Mitglieder des Aachener Domchores die jährlichen Ferien- und Arbeitsaufenthalte auf der Insel Wangerooge ein, wo neue Programminhalte durchgesprochen und geprobt wurden.
Der mittlerweile zum Kirchenmusikdirektor beförderte Roth zählte zu den Förderern und Initiatoren des 1994 gegründeten Aachener Chors Capella a Capella, der sich schwerpunktmäßig aus ehemaligen Mitgliedern der Domsingknaben der Aachener Domsingschule rekrutierte.
Hans-Josef Roth galt als hervorragender Organist und Improvisator und gewann 1966 den 1. Preis beim Improvisationswettbewerb des österreichischen Kultusministeriums sowie 1969 den Wettbewerb in Haarlem. Mit seinen Chören erlangte er Preise, und mehrere seiner Aufführungen wurden zu Rundfunk- und Fernsehaufnahmen sowie Schallplattenproduktionen mitgeschnitten. Nicht so bekannt sind seine wenigen kompositorischen Werke.
Für seine Verdienste um die Kirchenmusik wurde Hans-Josef Roth 1986 mit dem Bundesverdienstkreuz der Bundesrepublik Deutschland am Bande ausgezeichnet.
Zu seinen bekanntesten Schülern zählen unter anderem die Organisten und Kirchenmusiker Joachim Aßmann, Stefan Engels, Ralph Leinen, Heinz-Josef Fröschen, Karl Hammans, Horst Herbertz, Klaus Peter Jamin, Eberhard Lauer, Leo Roder, René Rolle, Christian Rose, Andreas Rosenberger, Jutta Thommes sowie sein Nachfolger im Amt des Domkapellmeisters Berthold Botzet.